# Convento de los Mercedarios (El Campello)
El convento de los Frailes Mercedarios de El Campello, es un antiguo convento católico catalogado como Bien de Relevancia Local, declarado así por el ayuntamiento de El Campello, acogiéndose al artículo 47 de la Ley 4/1998, del Patrimonio Cultural Valenciano.
Actualmente está en estado de ruinas debido a su severo abandono, ha sufrido varios derrumbes en sus muros y parte de la cúpula, teniendo que ser apuntalada esta en el año 2019.

## Historia
El municipio de El Campello no fue independiente de Alicante hasta 1901, pero su necesidad de un templo religioso se manifiesta especialmente a partir de 1775, cuando llegan al territorio personas foráneas con interés en cultivar la tierras promovidas por Nicolás Pérez de Sarrió, un noble que ostentaba el Señorío de Formentera. Contamos con documentación que nos habla de un interés de la Orden Mercedaria por fundar un convento en este territorio desde mediados del siglo XVIII, pero es en este momento, y aprovechando las necesidades religiosas de los nuevos habitantes, cuando se comenzará la construcción. Además, previamente, las órdenes religiosas activas en territorio alicantino habían mostrado su desacuerdo con la construcción de un convento de la Merced en esta zona.
Fue la primera construcción religiosa de la localidad, se data a finales del siglo XVIII, cayó en desuso como consecuencia de la desamortización de Mendizábal (1836-1837). Pese a que no estuvo en activo durante muchos años, se constata una gran actividad religiosa y educativa en sus años de uso, y no dejó de ser utilizado hasta mediados del siglo XX.
El manuscrito del historiador José Montesinos Pérez Martínez de Orumbella, es la primera fuente escrita que nos habla de las características del conjunto conventual, lo describe dentro de la población de San Juan de Alicante. Cuenta como el convento se dedicaba a confesar, a predicar la cuaresma y auxiliar a moribundos, nos habla también de las dificultades para su formación, pero que cuenta con una primorosa ermita dedicada al mercedario San Ramón Nonato y un hospicio.
La siguiente noticia del convento que encontramos es en 1827, cuando el obispo Simón López decide que el convento dependerá de la Parroquia de San Juan (en la localidad de San Juan de Alicante). Lo cual, llevó a la necesidad de otro templo en El Campello, ya que la Ermita de San Ramón Nonato era la única, lo que propició la construcción de la Iglesia Parroquial de Santa Teresa. El convento de la orden de la Merced dependió de San Juan hasta 1873, año en el cual la parroquia de San Juan declaró que para su clero era muy complicado atender el culto, debido principalmente a la mala comunicación con el convento que estaba en una zona potencialmente inundable, cercana al mar y que quedaba aislada cuando había fuertes aguaceros.

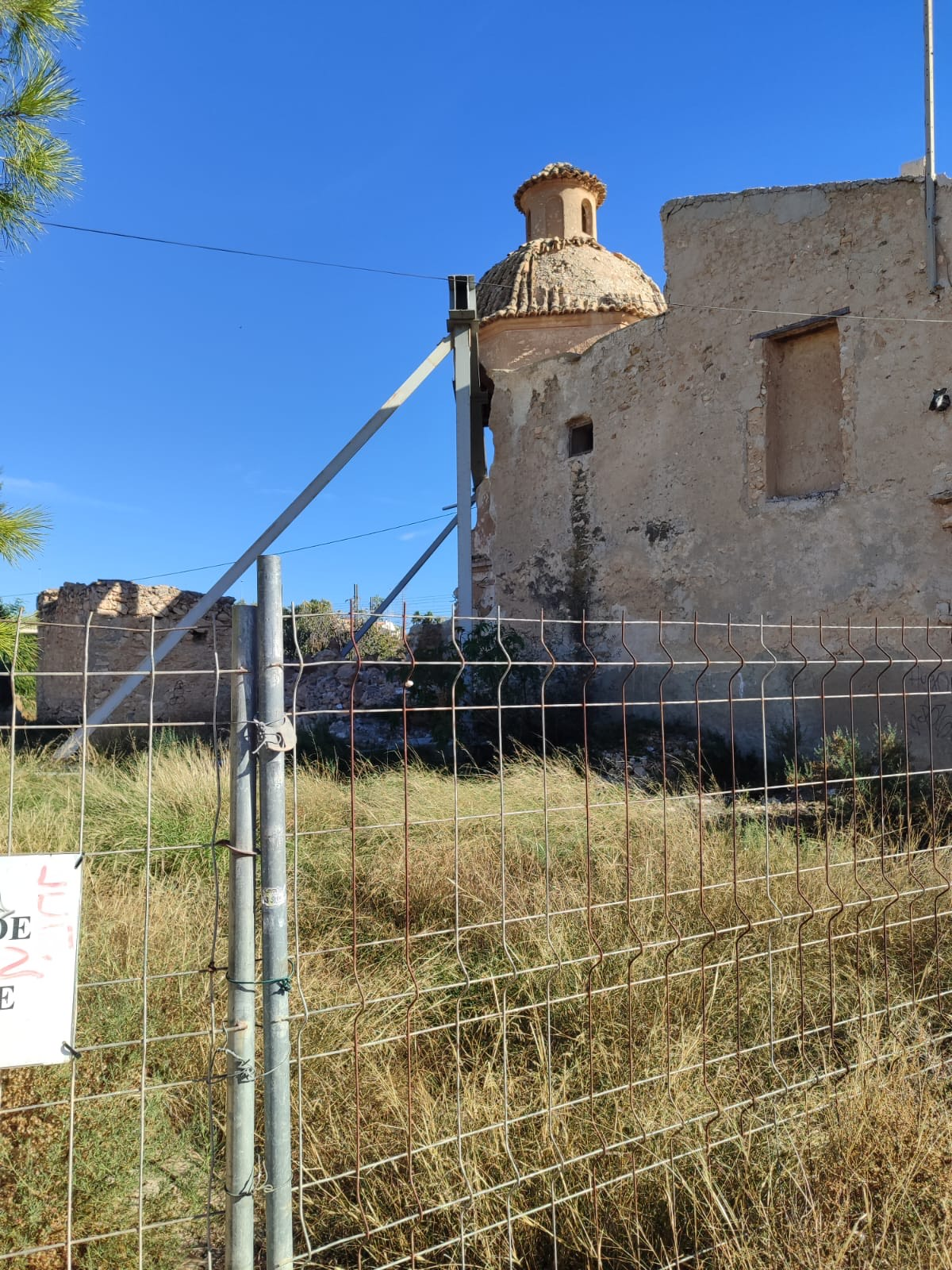
Obras para apuntalar los restos del convento, realizadas en 2019.

Aunque no existe documentación que esclarezca cuando cesó la actividad en el convento, se sabe por los escritos de Pascual Madoz, que en 1846, el convento seguía en activo pese a estar en subasta por la desamortización de Mendizábal. Con posterioridad a dicha desamortización, se añade una casa de labranza al convento cambiando su estructura drásticamente, se entiende, por tanto, que en el último tercio del siglo XIX las actividades en el edificio se relacionaban más con el trabajo de las tierras colindantes que en el hospicio de enfermos y la confesión como previamente se había explicado. El edificio es completamente abandonado en mitades del siglo XX, dejándose de registrarse ninguna actividad en él, y quedando expuesto al desgaste (en muchas ocasiones llevado a cabo por la mano humana) que explica su actual estado, posteriormente fue declarado Bien de interés local, y apuntalado en 2019 para evitar su derrumbe.

## Características arquitectónicas
En los restos arquitectónicos encontrados podemos conocer con bastante detalle el alzado y la planta de la ermita. El templo está realizado en mampostería unida con una argamasa de cal, encontramos una planta longitudinal en forma de rectángulo, con crucero no destacado en planta, pero que marca la forma de cruz latina, el tramo central cubre con una cúpula con linterna de tejas azules vidriadas. Las 3 naves no se conservan en planta, debido a que fueron modificadas para construir la casa de labranza.

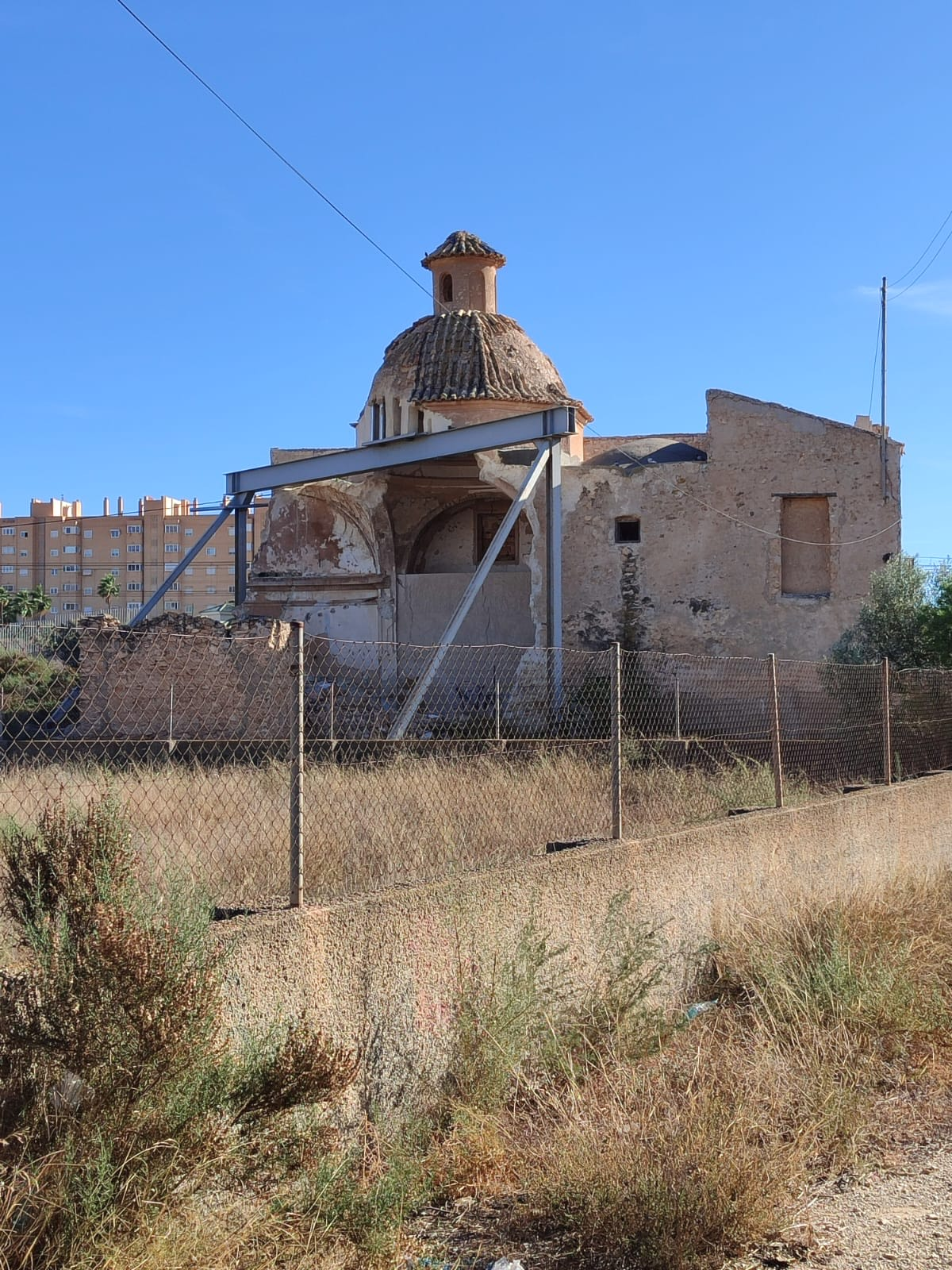

En base a otras ermitas de los mercedarios en territorio valenciano, y por las características del alzado, podemos establecer que la ermita contaría con una planta de salón, las 3 naves contarían con la misma altura, cubiertas con una bóveda de cañón muy sencilla y un tejado a un agua de tejas. Las naves laterales no se separarían con muros entre tramos, creando un espacio unitario con pocos soportes, siendo también muy diáfano. El testero es recto, y muy sencillo. Por otra parte, esta sencillez es algo característico de la arquitectura de muchas ermitas valencianas, en las que interesa la diafanidad del espacio y la horizontalidad, no el decorativismo, para así favorecer la predicación de estas órdenes religiosas que las mandan construir.